# Másin

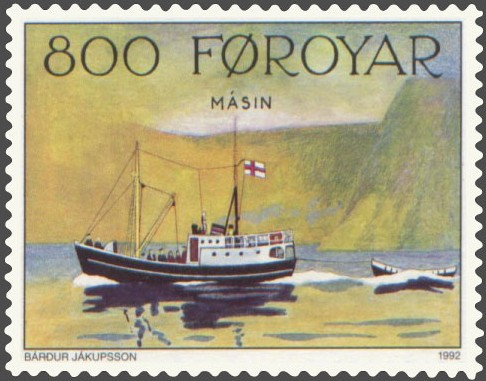
Másin på ett frimärke av Bárður Jákupsson från år 1992.

M/S Másin (färöiska för Måsen) är en liten färja som seglar mellan Hvannasund och Hattarvík på Färöarna.
Båten byggdes år 1959 i Tórshavnar skipasmiðja i huvudstaden Tórshavn. Båten har en bruttovikt på cirka 39 ton, är 15,60 meter lång och 5,06 meter bred och tar 65 passagerare. Másen byggdes för att ta resande från Klaksvík till öarna Kalsoy, Kunoy, Borðoy, Viðoy, Svínoy och Fugloy. Detta ändrades senare eftersom båten Rita byggdes och trafikerar den sträckan idag.
Másins hemmahamn är Klaksvík. Den nuvarande motorn är ifrån 1985 och är en 147 kW, fyracylindrig motor som tillverkades i Grenå. Färjan går i cirka 7,5 knop.